# Gran Turismo (computerspelserie)
Gran Turismo is een serie racegames voor PlayStation, PlayStation 2, PlayStation 3, PlayStation Portable, PlayStation 4 en PlayStation 5. De reeks wordt ontwikkeld door de Japanse gamestudio Polyphony Digital en uitgegeven door Sony Interactive Entertainment. Gran Turismo focust zich op het aanbrengen van realisme in de rijervaring die de speler heeft tijdens het spelen van het spel. Gran Turismo kan dus een simulator genoemd worden.

## Spellen
Er zijn meerdere spellen gemaakt in de Gran Turismo-serie:
| Naam                     | Uitgebracht | Platform             |
| ------------------------ | ----------- | -------------------- |
| Gran Turismo             | 1997        | PlayStation          |
| Gran Turismo 2           | 1999        | PlayStation          |
| Gran Turismo 3           | 2001        | PlayStation 2        |
| Gran Turismo Concept     | 2002        | PlayStation 2        |
| Gran Turismo 4: Prologue | 2004        | PlayStation 2        |
| Gran Turismo 4           | 2005        | PlayStation 2        |
| Gran Turismo HD          | 2007        | PlayStation 3        |
| Gran Turismo 5: Prologue | 2008        | PlayStation 3        |
| Gran Turismo (PSP)       | 2009        | PlayStation Portable |
| Gran Turismo 5           | 2010        | PlayStation 3        |
| Gran Turismo 6           | 2013        | PlayStation 3        |
| Gran Turismo Sport       | 2017        | PlayStation 4        |
| Gran Turismo 7           | 2022        | PlayStation 5        |

Polyphony Digital heeft ook een motorsimulatie uitgebracht:
| Naam           | Uitgebracht | Platform      |
| -------------- | ----------- | ------------- |
| Tourist Trophy | 2006        | PlayStation 2 |

Het is met dezelfde intentie als Gran Turismo 4 gemaakt. Het spel deelt veel circuits met GT4 en is ook op dezelfde engine gebaseerd.

## Vision Gran Turismo
In de serie racegames zijn er ook zogenaamde "Vision Gran Turismo"-auto's te vinden in het spel. Deze zijn te zien in Gran Turismo 6 en Gran Turismo Sport.